# Antonio Pellicer Martínez
Antonio Pellicer Martínez (Gandía, provincia de Valencia, 1955) es un obstetra y ginecólogo español. Es fundador y copresidente del Instituto Valenciano de Infertilidad, institución española especializada íntegramente en la reproducción humana asistida.

## Biografía
Antonio Pellicer nació en Gandía en 1955. Se educó en los jesuitas de Valencia. Realizó las milicias universitarias en el Hospital Gómez-Ulla de Madrid, asistiendo a las mujeres de las familias militares. Su vocación profesional se vio influida por su padre, el doctor Antonio Pellicer, también ginecólogo, propietario de una conocida clínica y maternidad en Gandía desde 1956.
Está casado en segundas nupcias y tiene cuatro hijos.

## Carrera
El doctor Pellicer estudió Medicina en la Universidad de Valencia, obteniendo la licenciatura en 1978. Se doctoró en 1980 por esta misma universidad, de la cual fue nombrado profesor titular en 1986.
Se especializó en Obstetricia y Ginecología en el Hospital Clínico de Valencia, bajo la dirección del doctor Fernando Bonilla, y en medicina reproductiva en la Universidad de Yale (Estados Unidos) y la Universidad de Maguncia (Alemania).
Obtuvo la cátedra de Obstetricia y Ginecología por la Universidad de Valencia en 1999. Ha sido decano de su Facultad de Medicina y Odontología desde el año 2006 hasta el año 2012, y ha sido jefe de servicio de su especialidad en el Hospital Doctor Peset y en el Hospital Universitario y Politécnico de La Fe de Valencia.
En 1990 fundó, con el doctor José Remohí y un equipo profesional del Hospital Clínico de Valencia, con la colaboración del doctor Fernando Bonilla, el Instituto Valenciano de Infertilidad, en el cual ejerce como CEO (Chief Executive Officer) y con una presidencia compartida con el doctor José Remohí.
El profesor Pellicer es miembro del comité ejecutivo de la European Society of Human Reproduction and Embryology y de la International Federation of Fertility Societies.Ha sido presidente de la Sociedad Española de Fertilidad entre 1994 y 1996, y es miembro de los consejos editoriales de varias sociedades científicas. En 2003 fue nombrado miembro de la Comisión Nacional de Reproducción Humana Asistida.
Ha participado como ponente en cincuenta y ocho congresos nacionales y ciento noventa y seis internacionales. En 2008 ingresó como académico de número en la Real Academia de Medicina de la Comunidad Valenciana.

## Reconocimientos
- Premio Extraordinario Fin de Carrera. Universidad de Valencia, 1978. [cita requerida]
- Premio López Sancho. Facultad de Medicina de la Universidad de Valencia, 1978. [cita requerida]
- Premio Importante del diario Levante-EMV. Valencia, 1995.[cita requerida]
- Premio Rey Jaime I a la Investigación Médica. Fundación Premios rey Jaime I. Valencia, 2004.[8]
- Medalla de Oro del Colegio de Médicos de Valencia, 2008.[9]
- Premio Lilly de Investigación Biomédica. 2008.[10]
- Hijo predilecto de Gandia. 2010.[3]
- Nombrado doctor Honoris Causa por la Universidad Politécnica de Valencia, Gandia, Valencia,  2011.[11]
- Premio Alberto Sols a la "Mejor Labor Investigadora" 2014.
- Premio Annual Meeting Prize Paper, en siete ediciones, por la American Society for Reproductive.

## Producción científica
Entre la producción científica del profesor Pellicer encontramos una veintena de libros sobre la especialidad y centenares de artículos publicados en revistas científicas, siendo el cuarto científico más prolífico del mundo en producción de estudios sobre biología reproductiva, según un estudio publicado en la revista Fertility & Sterility.

### Libros editados
- Microcirugía tubárica. Inthraphuvasak J, Pellicer A, Friedberg V, Bonilla-Musoles F (eds). Ed. Jims, Barcelona, 1984
- Atlas de histeroscopia. Carabias J, Bonilla-Musoles F, Font-Sastre V, Pellicer A (Eds). Ed. Jims, Barcelona, 1985
- Mikrochirurgie des Eileiters. Physiologie, Pathologie und Operationstechnik. Inthraphuvasak J, Pellicer A, Friedberg V, Bonilla-Musoles F (eds). Ed. Schattauer, Stuttgart, 1990
- Avances en Reproducción Asistida. Remohí J, Pellicer A, Bonilla-Musoles F. (eds). Ed. Diaz Santos, Madrid, 1992
- Cirugía Endoscópica Ginecológica: Guía práctica sobre problemas frecuentes. Pellicer A (ed). Universidad de Valencia, 1993
- Regulators of human implantation. Simón C, Pellicer A (eds). Oxford Univ. Press, 1995
- Reproducción Humana. Remohí J, Simón C, Pellicer A, Bonilla-Musoles F (eds). McGraw-Hill-Interamericana, Madrid, 1996
- Manual práctico de reproduccao humana. Remohí J, Simón C, Pellicer A, Bonilla-Musoles F, Rodríguez de Sousa L (eds). Valer Ed, Manaos, 1997
- Paracrine mechanisms in female reproduction. Petraglia F, Bouchard P, Pellicer A, Billington WD (eds). Elsevier, New York, 1998
- Ovarian Hyperstimulation syndrome. Pellicer A, Simón C, Bonilla-Musoles F, Remohí J (eds). Serono Fertility Series, Roma, 1999
- Manual práctico de esterilidad y reproducción humana. Remohí J, Romero JL, Pellicer A, Simón C, Navarro J. Mc Graw-Hill, Madrid, 1999
- Emerging concepts in human implantation. Simón C, Pellicer A, Remohi J. (eds). Oxford Univ. Press, 1999
- Reproducción Asistida. Documento de consenso SEGO. Pellicer A (ed). Ed. Medites, Madrid, 2000
- Human Implantation: Recent Advances and Clinical Aspects. Simón C, Pellicer A, Duberska C (eds). Elsevier, New York, 2000.